# Robert Buckley
Robert Buckley (West Covina, 2 de maio de 1981) é um ator e modelo estadunidense. É mais conhecido por seu papel como Major Lilywhite na série iZombie, e por estar em Lipstick Jungle e em One Tree Hill. Em 2012, associou-se à American Broadcasting Company para interpretar Brian Leonard em 666 Park Avenue.

## Filmografia

### Televisão
| Ano         | Título           | Papel             |
| ----------- | ---------------- | ----------------- |
| 2006        | Fashion House    | Michael Bauer     |
| 2007        | American Heiress | Matthew Wakefield |
| 2007        | Ghost Whisperer  | Brandon Bishop    |
| 2008–2009   | Lipstick Jungle  | Kirby Atwood      |
| 2009        | Privileged       | David Besser      |
| 2009–2012   | One Tree Hill    | Clay Evans        |
| 2012–2013   | 666 Park Avenue  | Brian Leonard     |
| 2013–2014   | Hart of Dixie    | Peter             |
| 2015 - 2019 | iZombie          | Major Lilywhite   |
| 2017        | Dimension 404    | Adam              |

### Cinema
| Ano  | Título                                            | Papel          |
| ---- | ------------------------------------------------- | -------------- |
| 2006 | When a Killer Calls                               | Matt           |
| 2006 | Petrified                                         | Agente Tanner  |
| 2006 | Capturing Q                                       | Dillon         |
| 2007 | Archer House                                      | Lance          |
| 2008 | Flirting with Forty                               | Kyle Hamilton  |
| 2008 | Killer Movie                                      | Nik            |
| 2011 | The Legend of Hell's Gate: An American Conspiracy | Bacas Mitchell |
| 2011 | Z                                                 | Wyatt          |